# Паварола I (Павија)
Паварола I је насеље у Италији у округу Павија, региону Ломбардија.
Према процени из 2011. у насељу је живело 23 становника. Насеље се налази на надморској висини од 134 м.